# Цзун (фамилия)

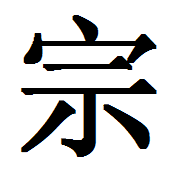

Цзун (Zong) — китайская фамилия (клан). Вьетнамское произношение — Tông.
Перевод — предок, клан, секта.

## Известные Цзун 宗
- Цзун Ай (Zong Ai, 宗愛) — чиновник (евнух) в администрации сяньбийской династии Северная Вэй, имевший непосредственное отношение к событиям смены власти в 452 году. Казнен в том же году.

## Другое
- 宗 喀巴 , Цзонкапа (1357—1419) — реформатор тибетского буддизма, основатель школы Гэлуг.